# Mark Milley
Mark Alexander Milley (nascido em 20 de junho de 1958) é um general aposentado do Exército dos Estados Unidos que serviu como o vigésimo Presidente do Estado-Maior Conjunto dos Estados Unidos de 1 de outubro de 2019 a 30 de setembro de 2023. Anteriormente, ele serviu como 39º chefe do Estado-Maior do Exército de 14 de agosto de 2015 a 9 de agosto de 2019 e ocupou vários cargos de comando e estado-maior em oito divisões e forças especiais ao longo de sua carreira militar.
Um graduado da escola de reservas do exército da Universidade de Princeton, Milley recebeu sua comissão como oficial de veículos blindados em 1980. Mais tarde, se formou na Universidade de Columbia. Ele foi nomeado Presidente do Estado-maior Conjunto pelo presidente Donald Trump, tornando Milley o décimo oficial do Exército dos Estados Unidos a exercer esta função. Como chefe do Estado-maior, Milley foi o oficial de mais alta patente das Forças Armadas dos Estados Unidos e o principal conselheiro militar do Presidente dos Estados Unidos, do Secretário de Defesa, do Conselho de Segurança Nacional e do Conselho de Segurança Interna.

## Ameaças à vida por Trump
Em setembro de 2023, o ex-presidente Donald Trump sugeriu que Milley deveria ser executado. Em uma postagem na rede social Truth Social, Trump afirmou que o apelo autorizado por Milley para tranquilizar as autoridades chinesas sobre a estabilidade da nação após o ataque ao Capitólio dos Estados Unidos em 6 de janeiro foi "um ato tão flagrante que, em tempos passados, a punição teria sido a MORTE". Em resposta à ameaça, Milley declarou: “Tomarei as medidas adequadas para garantir a minha segurança e a segurança da minha família”. 

## Datas de classificação
| Insígnia           | Data                   |
| ------------------ | ---------------------- |
| Segundo tenente    | 10 de junho de 1980    |
| Primeiro-tenente   | 28 de novembro de 1981 |
| Capitão            | 1º de março de 1984    |
| Major              | 1º de maio de 1992     |
| Tenente-coronel    | 1º de agosto de 1996   |
| Coronel            | 1º de abril de 2002    |
| General de brigada | 2 de junho de 2008     |
| Major-general      | 2 de março de 2011     |
| Tenente general    | 20 de dezembro de 2012 |
| General            | 15 de agosto de 2014   |